# Bundesverband des Schornsteinfegerhandwerks
Der Bundesverband des Schornsteinfegerhandwerks – Zentralinnungsverband (ZIV) ist die Interessenvertretung der Schornsteinfegerbetriebe in Deutschland. Gegründet wurde der Verband am 12. August 1884 in Stettin. Er vertritt die Interessen der Schornsteinfegerbetriebe gegenüber Politik, Verwaltung und Öffentlichkeit. Geleitet wird der ZIV vom Präsidenten Alexis Gula und dem Hauptgeschäftsführer Torsten Arndt.

## Mitglieder
Mitglied im Bundesverband sind 16 Landesinnungsverbände sowie deren angegliederte Innungen. Über 7.500 Betriebe mit ca. 20.000 Beschäftigten sind Mitglied einer Innung, dies entspricht einer Mitgliederdichte von fast 98 Prozent. Mitglied einer Innung kann jeder Inhaber eines Schornsteinfegerbetriebes werden. Die Mitgliedschaft ist freiwillig.

## Rechtsform
Der Verband ist die Dachorganisation des Schornsteinfegerhandwerks in der Bundesrepublik Deutschland. Sein Sitz ist Sankt Augustin. Er ist eine juristische Person des privaten Rechts (§ 80 der Handwerksordnung); aufgrund der Genehmigung seiner Satzung durch das Bundesministerium für Wirtschaft und Energie ist er rechtsfähig (§§ 85 Abs. 2, 80 Handwerksordnung).

## Organe und Organisation
Folgende Organe hat der Bundesverband gemäß § 13 ff. seiner Satzung: Mitgliederversammlung, Vorstand, Ausschüsse. Die Mitgliederversammlung besteht aus den Vertretern der Mitgliedsverbände und Mitgliedsinnungen. Der Vorstand besteht aus dem Präsidenten Alexis Gula, dem Vizepräsidenten und Finanzvorstand Andreas Peeters und drei weiteren Mitgliedern (Markus Burger Julian Schwark und Udo Voigt) (Stand Januar 2023).

## Aufgaben
Der Verband vertritt die Interessen des Schornsteinfegerhandwerks und unterstützt die angeschlossenen Mitgliedsverbände, Mitgliedsinnungen und Einzelbetriebe (§ 4 Abs. 1 und 2 der ZIV-Satzung) in der Erfüllung ihrer gesetzlichen und satzungsmäßigen Aufgaben. Er unterhält und pflegt Kontakte zu Ministerien, Behörden, Verbänden und Marktpartnern und informiert die Öffentlichkeit über aktuelle Themen des Handwerks. Zu diesen zählen die Berufsfelder Sicherheit und Brandschutz bei Feuerungsanlagen, Energieeffizienz, Energieeinsparung, Klima- und Umweltschutz sowie gesetzliche Grundlagen von Schornsteinfegerarbeiten. In der Kommunikation mit den Medien spielt auch das Image des Schornsteinfegers als Glücksbringer eine bedeutende Rolle.
Berufspolitisch und fachlich engagiert sich der Verband national sowie auf europäischer Ebene in den Bereichen Aus- und Weiterbildung und bei der Erarbeitung von technischen Normen in verschiedenen Ausschüssen und Arbeitskreisen. Darüber hinaus wirkt der ZIV bei der Novellierung von Gesetzen und Rechtsverordnungen, die das Handwerk betreffen, mit und informiert seine Mitglieder. Monatlich übernimmt er die Redaktion und Veröffentlichung der Verbandszeitschrift mit dem Titel „Das Schornsteinfegerhandwerk“ (Auflage: 12.000). Als Interessensvertretung der Arbeitgeber schließt der Bundesverband Tarifverträge mit dem Gewerkschaftlichen Fachverband ab und setzt sich mit dem Versorgungswerk des Schornsteinfegerhandwerks e.V. für die Altersvorsorge der selbständigen Schornsteinfeger ein.

## Qualitäts- und Umweltmanagement
Im Jahr 2001 wurde das Schornsteinfegerhandwerk als erstes Gesamthandwerk zertifiziert. Bundesverband, Landesverbände, Innungen und Einzelbetriebe weisen in regelmäßigen Abständen im Rahmen von Audits die Erfüllung der Qualitätsanforderungen nach DIN EN ISO 9001:2015 und DIN EN ISO 14001:2015 nach.

## Ausbildung
Der Verband fördert ein modernes Ausbildungsberufsbild und eine Meisterprüfungsordnung, die dem Stand der Technik entspricht. Als Reaktion auf veränderte Rahmenbedingungen im Schornsteinfegerhandwerk trat am 1. August 2012 die neue Verordnung über die Berufsausbildung zum Schornsteinfeger und zur Schornsteinfegerin in Kraft.

### Ausbildungsförderung
Im Jahr 2013 gründete der Bundesverband des Schornsteinfegerhandwerks gemeinsam mit dem Zentralverband Deutscher Schornsteinfeger (ZDS) – Gewerkschaftlicher Fachverband – ein berufsinternes Fördersystem. Die Ausbildungskostenausgleichskasse zahlt Fördermittel an Ausbildungsbetriebe im Schornsteinfegerhandwerk aus und finanziert sich solidarisch. Aufgrund der Allgemeinverbindlichkeitserklärung des Tarifvertrages über die Förderung der beruflichen Ausbildung im Schornsteinfegerhandwerk zahlen alle Betriebe des Schornsteinfegerhandwerks einen Betrag in die Kasse ein. Abhängig vom Ausbildungsjahr erhalten die ausbildenden Betriebe auf Antrag eine bestimmte Fördersumme. Ziel der Ausbildungskostenausgleichskasse ist es, die hohe Ausbildungsbereitschaft im Handwerk zu erhalten und den Fachkräftenachwuchs zu sichern.

## Technische Information und Beratung
Der Verband leitet verschiedene berufsinterne Arbeitskreise, Tagungen, Ausschüsse sowie Projektgruppen und nimmt außerdem an externen nationalen und europäischen Arbeitskreisen bzw. Normenausschüssen teil, die sich mit Themen des Schornsteinfegerhandwerks beschäftigen. Zu den Gesprächspartnern zählen zuständige Ministerien, Behörden, berufsnahe Verbände, Institute, Organisationen und Hersteller. Über die Ergebnisse dieses fachlichen Austauschs informiert der Verband seine Mitglieder in Technischen Rundschreiben. Darüber hinaus bietet der Bundesverband den Mitgliedsbetrieben regelmäßig aktualisierte Grundlageninformationen in Form von Arbeitsblättern an. Jährlich veröffentlicht der Bundesverband im Rahmen einer auf den Kehrbezirksverwaltungsprogrammen basierenden Erhebung Messergebnisse der vom Schornsteinfeger betreuten Feuerungsanlagen.